# Aparna Sen
Aparna Sen (Bengalí: অপর্ণা সেন Ôporna Shen) (Calcuta, 25 de octubre de 1945) es una actriz, guionista y directora del cine de la India. Ha ganado 3 premios nacionales y 8 premios internacionales. En 1986 el Gobierno de la India le confirió el Premio Padma Shri. 

## Carrera
Nació en Calcuta y es hija de padres de Bengala Oriental Chidananda Dasgupta y Supriya Dasgupta. Recibió una Licenciatura con Honores de Presidency College, Calcuta. En 1961 el fotógrafo Brian Brake le tomó una foto famosa como la "chica del monzón".
Debutó como actriz en la película Teen Kanya, dirigida por Satyajit Ray, amigo de su padre. Actuó en la película de Mrinal Sen Akash Kusum y protaganizó The Guru, Bombay Talkie y Hullabaloo Over Georgie and Bonnie's Pictures de Merchant Ivory Productions. Trabajó con Satyajit Ray por toda la década de los años 1970 y empezó a actuar en Bollywood con Vishwas.
En 1981 se estrenó 36 Chowringhee Lane su primera película como directora. Producida por el actor Shashi Kapoor ganó 3 Premios Nacionales (la mejor director, la mejor fotografía y la mejor película en hindi). El Premio Nacional a la Mejor Película en Bengalí fue conferido a sus películas Yugant y Paromitar Ek Din. Le dio los papeles principales en Mr. and Mrs. Iyer y 15 Park Avenue a su hija Konkona Sen Sharma. Los dos películas ganaron Premios Nacionales también. 

## Filmografía

### Actor
| Año  | Película                | Papel                  | Notas     |
| ---- | ----------------------- | ---------------------- | --------- |
| 1955 | Mejo Bou                |                        |           |
| 1961 | Teen Kanya              | Mrinmoyee              | "Samapti" |
| 1965 | Akash Kusum             | Monica                 |           |
| 1968 | Hangsa-Mithun           |                        |           |
| 1969 | Vishwas                 |                        |           |
| 1969 | The Guru                | Ghazala                |           |
| 1969 | Aparachita              | Sunita                 |           |
| 1970 | Baksa Badal             | Minu                   |           |
| 1970 | Aranyer Din Ratri       | Amante de Hari         |           |
| 1970 | Kalankita Nayak         |                        |           |
| 1970 | Bombay Talkie           | Mala                   |           |
| 1971 | Khunjey Berai           | Raja                   |           |
| 1973 | Sonar Khancha           |                        |           |
| 1973 | Kaya Hiner Kahini       |                        |           |
| 1973 | Basanata Bilap          |                        |           |
| 1973 | Rater Rajanigandra      |                        |           |
| 1974 | Jadu Bansha             |                        |           |
| 1974 | Asati                   |                        |           |
| 1974 | Alor Thikana            |                        |           |
| 1974 | Sagina                  | Secretary Vishaka Devi |           |
| 1975 | Chhutir Phande          |                        |           |
| 1975 | Raag Anurag             |                        |           |
| 1975 | Nishimrigaya            |                        |           |
| 1976 | Jana Aranya             | Exnovia de Somnath     |           |
| 1976 | Ajasra Dhanyabad        |                        |           |
| 1976 | Nidhiram Sardar         |                        |           |
| 1977 | Immaan Dharam           | Shyamlee               |           |
| 1977 | Kotwal Saab             |                        |           |
| 1977 | Proxy                   |                        |           |
| 1979 | Naukadubi               | Kamala                 |           |
| 1981 | Thee                    | Anita                  | Tamil     |
| 1982 | Amrita Kumbher Sandhane |                        |           |
| 1983 | Bishabriksha            | Suryamukhi             |           |
| 1983 | Abhinoy Noy             |                        |           |
| 1983 | Arpita                  |                        |           |
| 1983 | Indira                  |                        |           |
| 1984 | Paroma                  |                        |           |
| 1985 | Neelkantha              |                        |           |
| 1986 | Shyam Saheb             |                        |           |
| 1987 | Debika                  |                        |           |
| 1989 | Kari Diye Kinlam        |                        |           |
| 1989 | Ek Din Achanak          | Alumna                 |           |
| 1989 | Jar Jey Priyo           |                        |           |
| 1992 | Shet Patharer Thala     | Bandana                |           |
| 1992 | Mahaprithivi            | Nuera                  |           |
| 1994 | Unishe April            | Sarojini               |           |
| 1994 | Amodini                 |                        |           |
| 2000 | Paromitar Ek Din        | Sanaka                 |           |
| 2000 | Ghaath                  | Suman Pandey           |           |
| 2002 | Titli                   | Urmila                 |           |
| 2009 | Antaheen                | Paromita               |           |
| 2010 | Iti Mrinalini           | Old Mrinalini          |           |

### Guionista/directora
| Año  | Película            | Notas |
| ---- | ------------------- | --- |
| 1981 | 36 Chowringhee Lane | National Film Award for Best Directing National Film Award for Best Feature Film in Hindi                                                      |
| 1984 | Paroma              | |
| 1989 | Sati (película)     | |
| 1995 | Yugant              | National Film Award for Best Feature Film in Bengali                                                                                           |
| 2000 | Paromitar Ek Din    | National Film Award for Best Feature Film in Bengali                                                                                           |
| 2001 | Mr. and Mrs. Iyer   | National Film Award for Best Directing Nargis Dutt Award for Best Feature Film on National Integration National Film Award for Best Screenplay |
| 2005 | 15 Park Avenue      | National Film Award for Best Feature Film in English                                                                                           |
| 2010 | La mujer japonesa   | |
| 2010 | Iti Mrinalini       | |